# КОЙ
„КОЙ“ (с девиз „Компетентност, отговорност и истина“) е политическа партия в България, основана през 2014 г. Председател на партията е Светозар Съев.

## История
На 27 ноември 2013 г. инициативен комитет от 54 души подписва учредителна декларация за създаване на партия КОЙ. Обявява, че ще се бори за предсрочни парламентарни избори през май 2014 г. и влизане в парламента, за да представлява малкия и средния бизнес.

## Парламентарни избори

### 2022 г.
На парламентарните избори през 2022 г. партията участва в коалиция „Справедлива България“ заедно с Политическо движение „Социалдемократи“ и Обединена социалдемокрация. Тя участва с бюлетина № 6.

### 2024 г.
На парламентарните избори през октомври 2024 г. партията участва самостоятелно с бюлетина № 24. Спечелва 2 022 гласа (0,083 %). 